# Yalçın Ayhan
Yalçın Ayhan (Istanbul, 1º maggio 1982) è un ex calciatore turco, di ruolo difensore.

## Carriera
Ha giocato nella prima divisione turca.